# Hermann Paul
Hermann Otto Theodor Paul, nacido en Magdeburgo el 7 de agosto de 1846 y fallecido en Múnich el 29 de diciembre de 1921, fue un filólogo y lingüista alemán, exponente de la Escuela neogramática que influyó profundamente en la indoeuropeística entre los siglos XIX y XX.

## Trayectoria
Nacido en Magdeburgo, en el distrito de Salbke, Paul impartió filología germánica en las universidades de Leipzig (1873-1874), de Friburgo (1874-1893) y finalmente en la de Múnich, en la que llegó a ser rector el 11 de diciembre de 1909.
Exponente del movimiento de los Neogramáticos, el centro de sus investigaciones fue la lingüística indoeuropea. Su contribución -seguida por la de August Leskien- constituyó el "canon" de la doctrina neogramática. Su obra principal, en este campo, fue Prinzipien der Sprachgeschichte de 1880, sucesivamente revisado y ampliado. Fueron también notables sus contribuciones a la germanística, ámbito en el que fundó y dirigió la revista Grundriss der germanischen Philologie, en el que además contribuyó con Mittelhochdeutsche Grammatik (1881), Deutsches Wörterbuch (1897) y los cinco volúmenes de su Deutsche Grammatik (1916-1920).

## Obras
- (en alemán) Gab es eine mittelhochdeutsche Schriftsprache?, Halle, 1873.
- (en alemán) Die Vocale der Flexions- und Ableitungssilben in den ältesten germanischen Dialecten, en "Beiträge zur Geschichte der deutschen Sprache und Literatur" 4, pp. 314–475, 1877.
- (en alemán) Zur Geschichte des germanischen Vocalismus, Halle, 1879.
- (en alemán) Beiträge zur Geschichte der Lautentwicklung und Formenassoziation, 1879-1882.
- (en alemán) Prinzipien der Sprachgeschichte, Halle, Niemeyer, 1880. Ahora en Paul, Hermann (1995). «Prinzipien der Sprachgeschichte». Tubinga: Niemeyer. ISBN 3484220058.
- (en alemán) Mittelhochdeutsche Grammatik, Halle, Saale, 1881. Ahora en Paul, Hermann (2007). «Mittelhochdeutsche Grammatik».  En Thomas Klein; Hans-Joachim Solms; Klaus-Peter Wegera, ed. Tubinga: Niemeyer. ISBN 9783484640344.
- (en alemán) Beiträge zur Geschichte der Lautentwicklung und Formenassociation. II: Vokaldehnung und Vokalverkürzung im Neuhochdeutschen, en "Beiträge zur Geschichte der deutschen Sprache und Literatur" 9, pp. 101–134, 1884.
- (en alemán) Grundriß der germanischen Philologie, 2 vol., Strasburgo, Herausgeber, 1891–1893.
- (en alemán) Über die Aufgaben der wissenschaftlichen Lexikographie mit besonderer Rücksicht auf das deutsche Wörterbuch, en "Sitzungsberichte der philos.-philol. Klasse der Bayerischen Akademie der Wissenschaften" 1, pp. 53-91, 1894.
- (en alemán) Zur Wortbildungslehre, 1896.
- (en alemán) Deutsches Wörterbuch, Halle, Niemeyer, Halle, 1897. Ahora en Paul, Hermann (2002). «Deutsches Worterbuch».  En Helmut Henne; Heidrun Kamper; George Objartel, ed. Tubinga: Niemeyer. ISBN 3484730579.. «Versión digital». Consultado el 30 de octubre de 2009. (enlace roto disponible en Internet Archive; véase el historial, la primera versión y la última)..
- (en alemán) Über die Umschreibung des Perfektums im Deutschen mit haben und sein, en "Abhandlungen der Bayerischen Akademie der Wissenschaften", I. Kl. Bd. 22 (Abh. 1), 1902. «Versión digital». Consultado el 30 de octubre de 2009. (enlace roto disponible en Internet Archive; véase el historial, la primera versión y la última).
- (en alemán) Die Bedeutung der deutschen Philologie für das Leben der Gegenwart, en "Beilage zur Allgemeinen Zeitung München" 258 del 15 de noviembre de 1909, Múnich. Discurso de inauguración en el rectorado de la Universidad Ludwig Maximilian de Múnich, 11 de diciembre de 1909.
- (en alemán) Deutsche Grammatik, 5 voll., Halle, Niemeyer, 1916–1920. Ahora en Paul, Hermann (1968). «Deutsches Grammatik». Tubinga: Niemeyer. pp. 5 vol.
- (en alemán) Über Aufgabe und Methode der Geschichtswissenschaften, Berlino-Lipsia, 1920, E-Book: Berlino 2014, ISBN 978-3-944253-03-9
- (en alemán) Über Sprachunterricht, Halle, 1921.